# The Follow
A The Follow egy rövidfilm (reklámfilm) Wong Kar-wai kínai rendező rendezésével. A szereplők: Mickey Rourke, Clive Owen, Adriana Lima és Forest Whitaker.

## Cselekmény
Clive Owen, a sofőr kémkedik egy híresség felesége után, házasságtörés gyanújával.

## Szereplők
- Mickey Rourke: férj
- Clive Owen: sofőr
- Adriana Lima: feleség
- Forest Whitaker: alkalmazott

## Külső hivatkozások
- a YouTube-on
- az IMDb-n.
- a Metropolison.